# فلوران شميت
فلوران شميت (بالفرنسية: Florent Schmitt )‏ (و. 1870 – 1958 م) هو ملحن، وعالم موسيقى، وناقد موسيقي فرنسي، شارك في WWII Axis collaboration in France ‏، توفي في نويي-سور-سين، عن عمر يناهز 88 عاماً.

## التعليم
تعلم في المعهد الوطني العالي للموسيقى والرقص ‏.

## جوائز
حصل على جوائز منها:
- وسام جوقة الشرف من رتبة قائد (1952)
- جائزة روما (1900)
- resident at the Villa Medici ‏[10]
- وسام ليوبولد من رتبة فارس ‏
- Knight Commander of the Order of the Crown (Romania) ‏.

## وصلات خارجية
- فلوران شميت على موقع IMDb (الإنجليزية)
- فلوران شميت على موقع الموسوعة البريطانية (الإنجليزية)
- فلوران شميت على موقع ميوزك برينز (الإنجليزية)
- فلوران شميت على موقع أول ميوزيك (الإنجليزية)
- فلوران شميت على موقع ديسكوغز (الإنجليزية)
- فلوران شميت على موقع أوليمبيديا (الإنجليزية)
- فلوران شميت في قاعدة بيانات الأفلام على الإنترنت